# Второй дивизион Фарерских островов по футболу
Второй дивизион Фарерских островов по футболу (фар. 2. deild) — третья по значимости полупрофессиональная футбольная лига Фарерских островов — зависимой территории Дании, имеющей, однако, самостоятельное членство в ФИФА и УЕФА. До 2005 года дивизион именовался третьим (фар. 3. deild). Состоит из одиннадцати команд. Турнир проводится ежегодно с 1976 года — как и во многих скандинавских странах, по системе «весна-осень», в связи с тяжёлыми погодными условиями.

## История
Второй дивизион был основан Фарерским футбольным союзом в результате реформы первенства архипелага в 1976 году. Тогда он именовался третьим дивизионом и был низшим в фарерской футбольной иерархии. Тем не менее, представители этого турнира могли принимать участие в кубке Фарерских островов наравне с клубами из первой и второй лиг. Помимо основных команд, в третьем дивизионе имели право играть дублирующие и третьи составы клубов из более высоких дивизионов (при этом последние не могли повыситься в классе). Первым победителем турнира стал резервный состав клаксвуйкского «КИ».
После очередной реформы, проведённой в 2005 году, третий дивизион был переименован во второй: турнир стал предпоследним в фарерской футбольной системе, поскольку появилась новая низшая лига. В настоящее время[когда?] во втором дивизионе Фарерских островов соревнуются 10 команд, играющих три круга по системе «весна-осень». По итогам сезона два лучших клуба выходят в первый дивизион, а две последние команды опускаются в любительский третий дивизион.

## Команды в сезоне 2025
- Б-68 II
- Вуйчингур III
- ИФ II
- ХБ II
- Сувурой II
- Скала II
- АБ II
- ТБ II
- МБ
- ЭБ/Стреймур III
- Хойвик

## Победители и лучшие бомбардиры
| Сезон | Победитель      | Лучший бомбардир                                                                |
| ----- | --------------- | ------------------------------------------------------------------------------- |
| 1976  | КИ Клаксвик II  |                                                                                 |
| 1977  | Ройн            |                                                                                 |
| 1978  | СИ Сёрвоавур    |                                                                                 |
| 1979  | ТБ Твёройри II  |                                                                                 |
| 1980  | ЛИФ Лейрвик     |                                                                                 |
| 1981  | СИФ Сандавоавур |                                                                                 |
| 1982  | СИ Сумба        |                                                                                 |
| 1983  | ХБ Торсхавн II  |                                                                                 |
| 1984  | ВБ Воавур II    |                                                                                 |
| 1985  | ЭБ Айи          |                                                                                 |
| 1986  | Б71             |                                                                                 |
| 1987  | СИ Сёрвоавур    |                                                                                 |
| 1988  | ГИ Гёта II      |                                                                                 |
| 1989  | Фрам            |                                                                                 |
| 1990  | КИ Клаксвик II  |                                                                                 |
| 1991  | ХБ Торсхавн II  |                                                                                 |
| 1992  | Б68 II          |                                                                                 |
| 1993  | ХБ Торсхавн II  |                                                                                 |
| 1994  | ХБ Торсхавн III | Родмунд Расмуссен (24 гола)                                                     |
| 1995  | Б68 II          | Петур Горликче (27 голов)                                                       |
| 1996  | Ройн            | Одд Элиасен (21 гол)                                                            |
| 1997  | ГИ Гёта II      | Хейни Хейнасон (28 голов)                                                       |
| 1998  | Скала           | Боги Грегерсен (19 голов)                                                       |
| 1999  | Б36 II          | Тоурольвур Поульсен (18 голов)                                                  |
| 2000  | Скала           | Свен Поульсен (22 гола)                                                         |
| 2001  | ВБ Воавур II    | Аллан Михельсен (18 голов)                                                      |
| 2002  | АБ Аргир        | Джонни Самуэльсен (11 голов)                                                    |
| 2003  | Ройн            | Гисли Свейнбьёрнссон (18 голов)                                                 |
| 2004  | ГИ Гёта II      | Хейни Гор (20 голов)                                                            |
| 2005  | СИ Сёрвоавур    | Йенс Эрик Расмуссен (14 голов)                                                  |
| 2006  | НСИ Рунавик II  | Фроуи Йоуанесарсон (15 голов)                                                   |
| 2007  | Б68 II          | Лейф Никласен (16 голов)                                                        |
| 2008  | Фрам            | Йёрген Майтилберг (20 голов)                                                    |
| 2009  | АБ Аргир II     | Карл Йоухан Джурхуус (16 голов)                                                 |
| 2010  | Скала           | Карл Йоухан Джурхуус (18 голов)                                                 |
| 2011  | КИ Клаксвик II  | Бьярки Воугстюн и Буй уй Хьёллум (по 14 голов)                                  |
| 2012  | Б36 II          | Якуп Йоэнсен (19 голов)                                                         |
| 2013  | АБ Аргир II     | Дебес Даниэльсен (20 голов)                                                     |
| 2014  | МБ Мивоавур     | Отто Якобсен (18 голов)                                                         |
| 2015  | ХБ Торсхавн II  | Линди Гардар (21 гол)                                                           |
| 2016  | Б36 II          | Ненад Шарич (16 голов)                                                          |
| 2017  | Б71             | Суймин Хансен (17 голов)                                                        |
| 2018  | ЭБ/Стреймур II  | Андрас Дальбё (17 голов)                                                        |
| 2019  | Хойвуйк         | Андрас Дальбё, Довид Лисберг, Ханс Якуп Аннфинссон и Хугин Фербер (по 13 голов) |
| 2020  | Скала II        | Ари Поульсен (20 голов)                                                         |